# ITunes Live: London Festival '07
iTunes Live: London Festival '07 è il primo EP live dei Kasabian. Pubblicato il 6 agosto 2007 su iTunes, contiene sei tracce live dall'esibizione della band all'iTunes Festival 2007 tenutasi all'Institute of Contemporary Art di Londra il 31 luglio 2007.

## Tracce
1. Shoot the Runner – 5:13
2. Empire – 4:05
3. Stuntman – 5:30
4. The Doberman – 6:01
5. Club Foot – 4:46
6. L.S.F. – 7:53

## Formazione
- Tom Meighan – voce
- Sergio Pizzorno – voce, chitarra solista
- Chris Edwards – basso
- Ian Matthews – batteria
- Jay Mehler – chitarra ritmica
- Ben Kealey – tastiera, sintetizzatore, cori
- Gary Alesbrook – tromba